# Собор Святых Петра и Павла (Парамарибо)
Базилика Святых Петра и Павла (нидерл. Sint-Petrus-en-Pauluskathedraal) — деревянный кафедральный собор Римско-Католической церкви, расположенный в центральной части столицы Суринама Парамарибо. Представляет собой крупнейшее и высочайшее деревянное сооружение в Западном полушарии, богослужение в котором осуществляет сам епископ Парамарибо.

## История
В 1809 году в столице был возведён театр нидерландских евреев «Де Верренце Феникс». В 1826 году местные католики приспособили его под церковные нужды. Спустя десятилетия количество католиков в городе значительно возросло и вместить их в церковь стало практически невозможным. В 1858 году в Парамарибо образовалась епархия и по заказу епископа архитектор Франс Хармес спроектировал здание будущего собора. В 1882 году епархия приняла решение о его возведении. Он был заложен 30 января 1883 года. Освящение собора состоялось в 1885 году. Строительство церковных башен было окончено лишь в 1901 году, ворот — в 1909 году. Первоначально культовое сооружение посещали лишь вольноотпущенники и законтрактованные рабочие.
Первая реставрация в 1977 году была произведена настолько неудачно, что вскоре здание обветшало и накренилось, в соборе завелись термиты. После завершения обширной реставрации в 2002 году собор вновь был приведён в исправное состояние. В 2007 году, при финансовой поддержке Европейского союза, началась реставрация внешней части собора, и 13 ноября 2010 года собор продолжил функционирование. В 2014 году папа римский Франциск присвоил собору титул малой базилики, единственной в Суринаме.

## Убранство

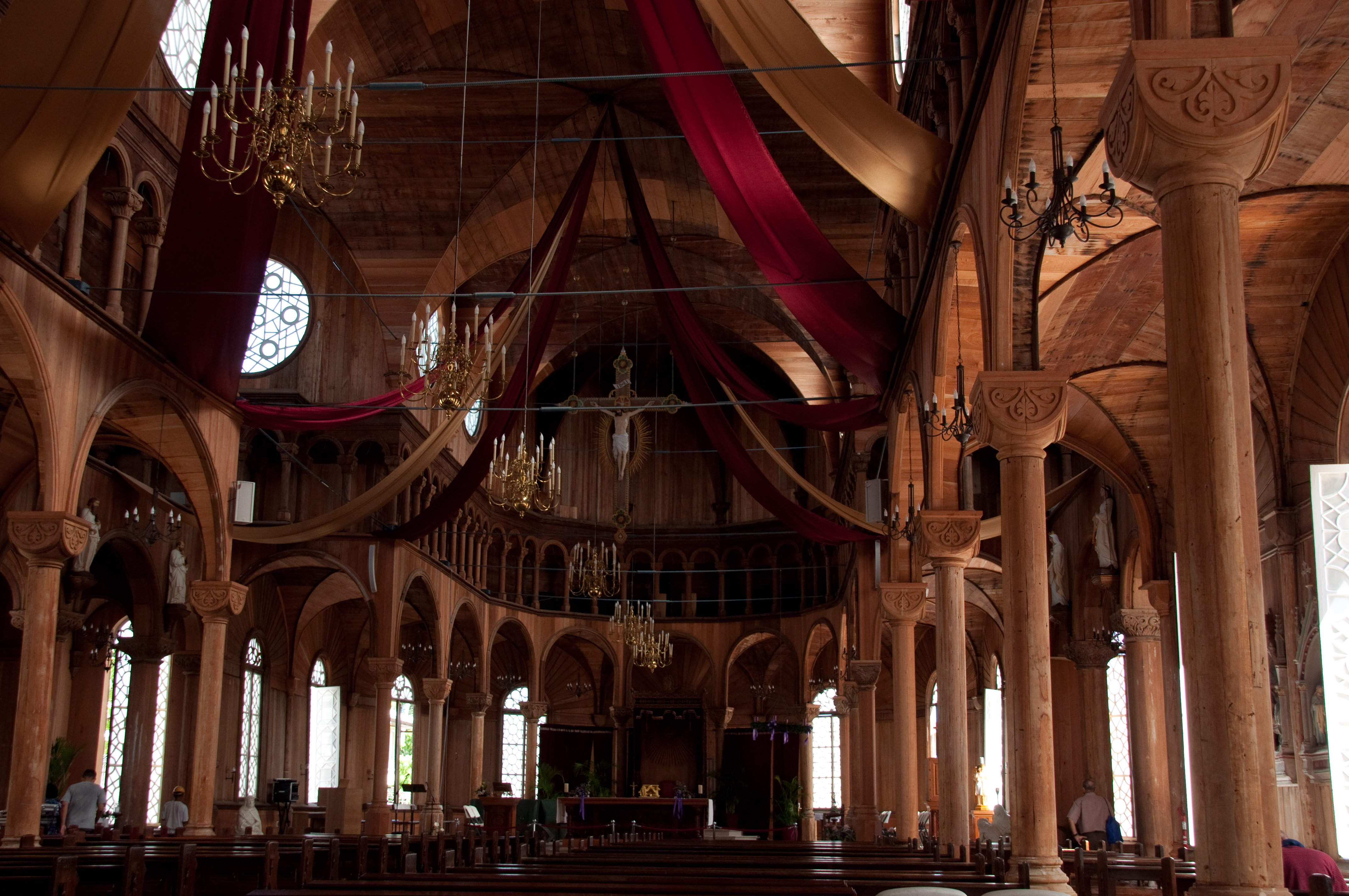
Внутреннее убранство собора.

Внутреннее убранство выполнено из некрашеной древесины кедра. В соборе содержатся 2 комнаты для исповеди. В базилике похоронен провёдший в ней огромное количество богослужений нидерландский миссионер Петер Дондерс.
Длина собора составляет 59, 1 м, высота помещения для молящихся — 14, 6 м, ширина — 16, 5 м, высота обеих башен до бронзовых крестов — 44 м. Вмещает в себя 900 человек.
В западной башне находится 3 колокола. Вес наименьшего — «Альфонсо» составляет 222 кг, среднего — «Розы» — 413 кг, крупнейшего — «Джона» — 827 кг.
Орган был изготовлен в Германии. Изначально количество его труб составляло 1550, однако со временем многие из них были украдены. Таким образом, стоимость органа составила 400 евро, однако после окончания реставрации собора поднялась до 10 млн евро.